# Hadena dilatata
Hadena dilatata là một loài bướm đêm trong họ Noctuidae.